# Wielki Staw Polski
Wielki Staw Polski je ledovcové jezero v Tatrách v Polsku. Nachází se v nadmořské výšce 1665 m v údolí Pěti Stawů na úbočí hory Miedziane. Jezero má rozlohu 34,3520 ha a je tedy druhé největší a nejdelší (998 m) v Tatrách. Dosahuje maximální hloubky 79,3 m a je tedy nejhlubší v Tatrách a třetí nejhlubší v Polsku (nejhlubší je Hańcza). Objem vody je 13 miliónů m³, což je nejvíce ze všech tatranských jezer.

## Pobřeží
Na březích roste kosodřevina.

## Vodní režim
Z jezera odtéká potok Roztoka, na kterém se nachází vodopád Siklawa. Rozměry jezera v průběhu času zachycuje tabulka:
| Rok  | Měření prováděl | Rozloha ha | Délka m | Šířka m | Hloubka max. m | Objem m³   |
| ---- | --------------- | ---------- | ------- | ------- | -------------- | ---------- |
| 1935 | WIG             | 34,14      | 998     | 452     | 79,3           | 12 967 000 |
| 2005 | Gregor, Pacl    | 34,3520    | —       | —       | 79,3           | 12 967 000 |